# Saint-Martin-l'Aiguillon
Saint-Martin-l'Aiguillon és un municipi francès situat al departament de l'Orne i a la regió de Normandia. L'any 2007 tenia 184 habitants.

## Demografia

### Població
El 2007 la població de fet de Saint-Martin-l'Aiguillon era de 184 persones. Hi havia 88 famílies de les quals 32 eren unipersonals (4 homes vivint sols i 28 dones vivint soles), 32 parelles sense fills, 20 parelles amb fills i 4 famílies monoparentals amb fills.
La població ha evolucionat segons el següent gràfic:
Habitants censats

### Habitatges
El 2007 hi havia 124 habitatges, 87 eren l'habitatge principal de la família, 21 eren segones residències i 16 estaven desocupats. Tots els 124 habitatges eren cases. Dels 87 habitatges principals, 69 estaven ocupats pels seus propietaris i 18 estaven llogats i ocupats pels llogaters; 8 tenien dues cambres, 24 en tenien tres, 23 en tenien quatre i 33 en tenien cinc o més. 59 habitatges disposaven pel capbaix d'una plaça de pàrquing. A 42 habitatges hi havia un automòbil i a 34 n'hi havia dos o més.

### Piràmide de població
La piràmide de població per edats i sexe el 2009 era:
| Homes | Edats   | Dones |
| ----- | ------- | ----- |
| 0     | 95 o +  | 0     |
| 0     | 90 a 94 | 4     |
| 0     | 85 a 89 | 0     |
| 0     | 80 a 84 | 0     |
| 4     | 75 a 79 | 8     |
| 12    | 70 a 74 | 8     |
| 16    | 65 a 69 | 8     |
| 8     | 60 a 64 | 12    |
| 0     | 55 a 59 | 16    |
| 4     | 50 a 54 | 0     |
| 4     | 45 a 49 | 0     |
| 4     | 40 a 44 | 8     |
| 4     | 35 a 39 | 12    |
| 4     | 30 a 34 | 0     |
| 4     | 25 a 29 | 4     |
| 8     | 20 a 24 | 0     |
| 8     | 15 a 19 | 0     |
| 4     | 10 a 14 | 0     |
| 8     | 5 a 9   | 8     |
| 8     | 0 a 4   | 0     |

## Economia
El 2007 la població en edat de treballar era de 109 persones, 82 eren actives i 27 eren inactives. De les 82 persones actives 76 estaven ocupades (41 homes i 35 dones) i 6 estaven aturades (3 homes i 3 dones). De les 27 persones inactives 13 estaven jubilades, 5 estaven estudiant i 9 estaven classificades com a «altres inactius».

### Ingressos
El 2009 a Saint-Martin-l'Aiguillon hi havia 90 unitats fiscals que integraven 191 persones, la mediana anual d'ingressos fiscals per persona era de 16.316 €.

### Activitats econòmiques
Dels 5 establiments que hi havia el 2007, 1 era d'una empresa de construcció, 1 d'una empresa de comerç i reparació d'automòbils, 1 d'una empresa de transport i 2 d'empreses de serveis.
L'únic servei als particulars que hi havia el 2009 era una lampisteria.
L'any 2000 a Saint-Martin-l'Aiguillon hi havia 15 explotacions agrícoles que ocupaven un total de 736 hectàrees.

## Poblacions més properes
El següent diagrama mostra les poblacions més properes.